# Liste der Monuments historiques in Mittelbergheim
Die Liste der Monuments historiques in Mittelbergheim führt die Monuments historiques in der französischen Gemeinde Mittelbergheim auf.

## Liste der Bauwerke
| Bezeichnung     | Beschreibung                                         | Standort                | Kennzeichnung | Schutzstatus | Datum | Bild           |
| --------------- | ---------------------------------------------------- | ----------------------- | ------------- | ------------ | ----- | -------------- |
| Hôtel de Ville  | Renaissancebau mit Hallenerdgeschoss, 1620 erbaut    | Rue Principale (Lage)   | PA00084789    | Inscrit      | 1931  | weitere Bilder |
| Maison d’Andlau | Adelssitz; bezeichnet 1542 und 1558, in Teilen älter | 7 rue Principale (Lage) | PA00084790    | Inscrit      | 1931  | weitere Bilder |